# Tržič, Gorica
Tržič (italijansko Monfalcone, bizjaško in furlansko Monfalcon, nemško Falkenberg) je mesto in občina v nekdanji Goriški pokrajini italijanske dežele Furlanije - Julijske krajine in je središče Medobčinske zveze Kras-Soča-Jadran. Leži na severozahodni obali Tržaškega zaliva, v bližini izliva reke Soče in istoimenskega naravnega rezervata (italijansko Foce dell'Isonzo).

## Geografska lega
Mesto Tržič se nahaja na severnem obalnem pasu Jadranskega morja v dolžini 24,39 km in je na jugu zaprto z zalivom Pancan in na severovzhodu s Krasom, proti severozahodu pa meji na občini Ronke in Štarancan. 
Mesto leži v zalivu Pancan (Panzano) , nekaj kilometrov od izliva reke Soče, in ima več plovnih umetnih kanalov, vključno s kanalom "Eugenio Valentinis", tako imenovanim kanalom "vzhod-zahod", "Lokovec" kanal in kanal Brancolo. 
Tržič je najsevernejša točka Sredozemskega morja, dosežena na vrhu kanala "Valentinis"; morje, ki ga gleda z več kot 3 km dolge peščene obale med krajema Marina Julija in Kopališče Pancan. 

## Zgodovina
V prazgodovini je bilo na območju Tržiča več utrjenih vasi, imenovanih gradišče. Po ustanovitvi  rimskega mesta Oglej (181 pr. n. št.) je na hribih nastalo nekaj termalnih zgradb, znanih kot Insulae Clarae. V rimskem času  je ozemlje Tržiča postalo rimski municipij in doživelo razcvet zaradi svojega strateškega položaja za nadzor komercialnega prometa po via Gemina med Oglejem in Istro.  Številne zgrajene rimske vile segajo v to obdobje, kar dokazujejo ohranjene ruševine, predvsem pa terme. 
Po ostrogotski, bizantinski , langobardski in frankovski nadvladi so Tržič od leta 967 nadzirali oglejski patriarhi.  Leta 967 je namreč cesar Oton I. mesto podaril oglejskemu patriarhu, da bi ta lahko nadzoroval vdore Madžarov, z izgradnjo prve trdnjave "Rocca di Monfalcone ("Sokolske trdnjave"), čeprav nekateri viri navajajo to trdnjavo nekaj stoletij prej, ki naj bi jo zgradil Teoderik, kralj Ostrogotov (475-526).
Leta 1260 je bil Tržič kot Monfalcone prvič omenjen v listini, s katero je goriški grof Majnhard II.   vrnil oglejskemu patriarhu "contrato Montis Falconis", prejeto v zastavo nekaj let prej. Kljub temu prvi dokazi o naseljenem utrjenem jedru ob vznožju trdnjave "Rocce" segajo v leto 1289.
Kljub številnim poskusom osvajanja s strani Turkov v letih 1472, 1477 in 1499 sta trdnjava in obzidano mesto ostala neosvojena pod nadzorom Benečanov. 
Benečani so ga osvojili leta 1420 po treh dneh obleganja in ga obdržali do leta 1511, ko je padel v roke Francozom. Benetke so jo ponovno osvojile, leta 1513 pa so jo opustošile čete  habsburškega cesarja Maksimilijana I. , ki so uničile trdnjavo Rocca. Leta 1521 je bil vrnjen Beneški republiki, pod katero je ostal do svojega razpada s pogodbo iz Campo Formia leta 1797 .

Od leta 1805 je bilo pod nadzorom francoskega cesarstva do padca Napoleona leta 1814, nato pa je bilo vključeno v Kraljevino Ilirijo , del avstrijskega cesarstva. Vključena v goriško-gradiško (1825)  kronsko deželo je od leta 1849 pripadala Avstrijskemu primorju. Prve ladjedelnice so nastale okoli leta 1908, med njimi je podjetje Cantiere Navale Triestino gradilo parnike za linijsko družbo Austro-Americana Line  s sedežem v  Trstu. Med prvo svetovno vojno so mesto leta 1915 zavzele italijanske sile in je postalo zaledje med krvoločnimi soškimi bitkami, po Kobariški bitki leta 1917 ga je za kratek čas ponovno zavzela Avstro-Ogrska , leta 1918 pa se je vrnilo Italiji. Ladjedelnice so bile v ogorčenih bojih močno poškodovane in so jih morali pozneje obnoviti. Med drugo svetovno vojno je bilo mesto večkrat bombardirano in močno poškodovano, po kapitulaciji Kraljevine Italije je postalo središče italijanskega odpora, ob koncu vojne pa so ga za kratek čas zasedle jugoslovanske čete. 1. maja 1945 je Tržič dosegel IX. korpus jugoslovanske armade v okviru tako imenovane Tržaška operacija. Pozno popoldne istega dne so možje 2. novozelandske divizije prispeli v mesto iz Veneta in se tu srečali z Jugoslovani, preden so nadaljevali proti Julijski prestolnici. Tržič je ostal pod Titovo okupacijo do 12. junija 1945, ko je uprava mesta prešla v roke zaveznikov.

Tržič je pomembno industrijsko središče s tovarno letal, tekstila, kemikalij in z rafinerijo nafte. V tamkajšnji ladjedelnici Fincantieri gradijo največje potniške križarke. 

## Prebivalci občine
S skoraj 30.000 prebivalci (konec 2022) je po velikosti na petem mestu v Furlaniji - Julijski krajini, urbana aglomeracija (somestje) Tržiča skupaj z bližnjim Štarancanom (dobrih 7.000) in sosednjimi Ronkami (okoli 12.000) pa šteje le nekaj manj kot 50.000 ljudi in je četrta največja urbana celota v deželi. V bližini je tudi glavno  letališče v Furlaniji-Julijski krajini, tržaško letališče v Ronkah.
Občina Tržič je ena od 39 občin, kjer živi avtohtona slovenska narodnostna skupnost v Italiji. V Tržiču deluje Slovensko kulturno športno rekreacijsko društvo - Associazione culturale sportiva ricreativa slovena TRŽIČ, ki ima naslov na Via Valentinis 84, Tržič.
Skozi Tržič poteka tudi lokalna cesta do Gradeža.

## Galerija
- Župnijska cerkev sv. Ambroža
- Trdnjava Rocca
- Tovarna Adria v Tržiču med avstrijskim obstreljevanjem med prvo svetovno vojno
- Sedež občine
- Beneška palača